# ORF1
Österrikes första tv-kanal. Public service kanalen startades 1955 och hette fram till 1991 FS1. Den kan ses i Österrike, Schweiz och i Sydtyrolen. Programmet består till stor del av filmer och TV-serier. Även större idrottsevenemang som skidåkning, Formel 1 och fotboll sänds här.